# Castillo de Rokantiškės
El Castillo de Rokantiškės (en lituano: Rokantiškių pilis) es una estructura en ruinas en el vecindario de Naujoji Vilnia de Vilna, Lituania.
El castillo se encuentra al este de Vilna en una colina cerca del río Vilnia. El primer castillo fue construido en el siglo XII. En el siglo XVI, fue reconstruido en estilo renacentista y fue la sede de la familia Olshanski. Alexander Olshanski, Yuri Olshanski y el último miembro de la familia Pawel Olshanski vivieron allí. Después de su muerte, el castillo fue heredado por Bona Sforza y más tarde pasó a la familia Pac. El vicecanciller de Lituania Stefan Pac fue visitado aquí por el rey de Polonia y el gran duque de Lituania Ladislao IV Vasa lo hizo el 15 de julio de 1636.
El castillo fue incendiado por los cosacos el 7 de agosto de 1655 durante la guerra ruso-polaca y cayó en ruinas. Hoy son los únicos restos visibles de un castillo medieval en Vilna.